# Викерс F.B.12
Викерс F.B.12 (енгл. Vickers F.B.12) је британски лаки ловац. Авион је први пут полетео 1916. године. 

Највећа брзина у хоризонталном лету је износила 140 km/h. Размах крила је био 9,02 метара а дужина 6,65 метара. Маса празног авиона је износила 420 килограма а нормална полетна маса 656 килограма. Био је наоружан са једним или два митраљеза калибра 7,7 милиметара Луис.

## Наоружање
| Наоружање авиона: Викерс       |     |
| Ватрено (стрељачко) наоружање  |     |
| Топ                            |     |
| Митраљез                       |     |
| Број и ознака митраљеза        | 1-2 |
| Калибар                        | 7,7 |
| Бомбардерско наоружање (бомбе) |     |
| Ракетно наоружање (ракете)     |     |